# Северные ворота (Москва)
«Се́верные воро́та» — международный автовокзал на севере Москвы в составе транспортно-пересадочного узла «Ховрино» в одноимённом районе. Официально открыт мэром Москвы 28 декабря 2018 года. С 15 мая 2019 года начал принимать междугородние и международные рейсы, переведённые с автостанции «Тушинская» и пункта отправления автобусов «ВДНХ». Ежедневно с автовокзала отправляются порядка 90 рейсов в 26 городов. К 2023 году планируется нарастить число ежедневных рейсов до 200. С июня 2021 года находится в ведении ГУП «Московский метрополитен».

## Фотогалерея

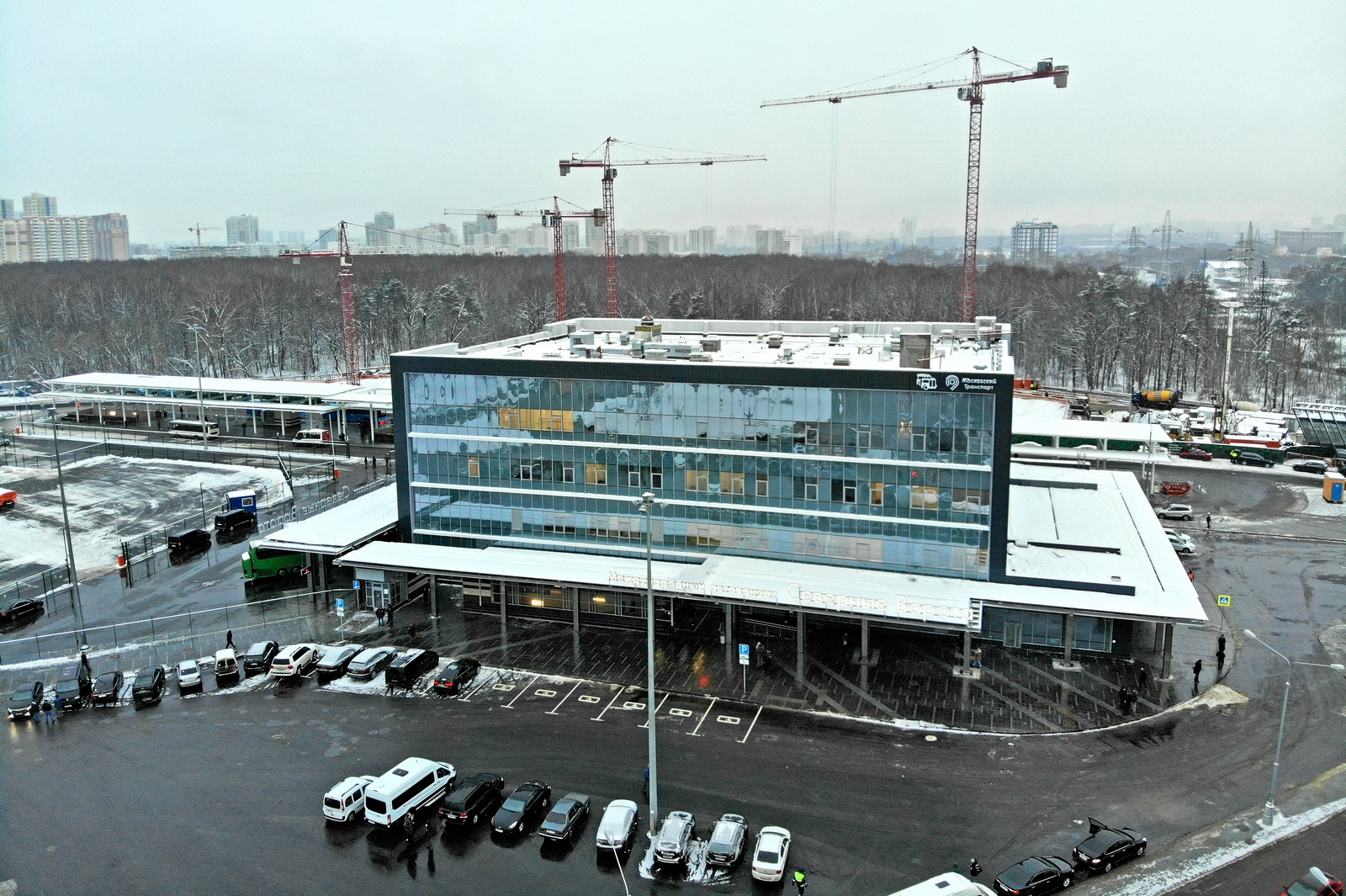
Здание автовокзала
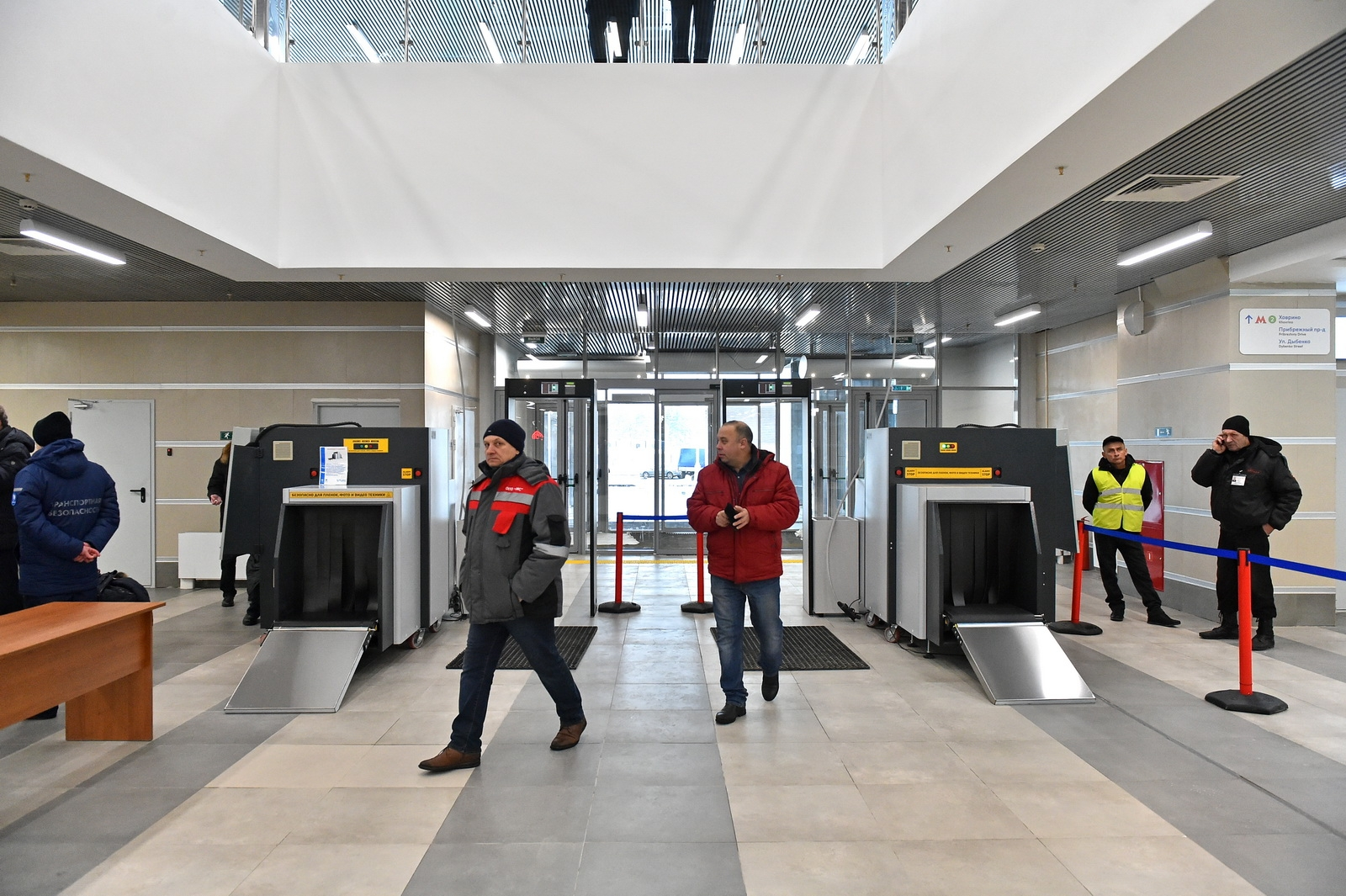
Зона досмотра
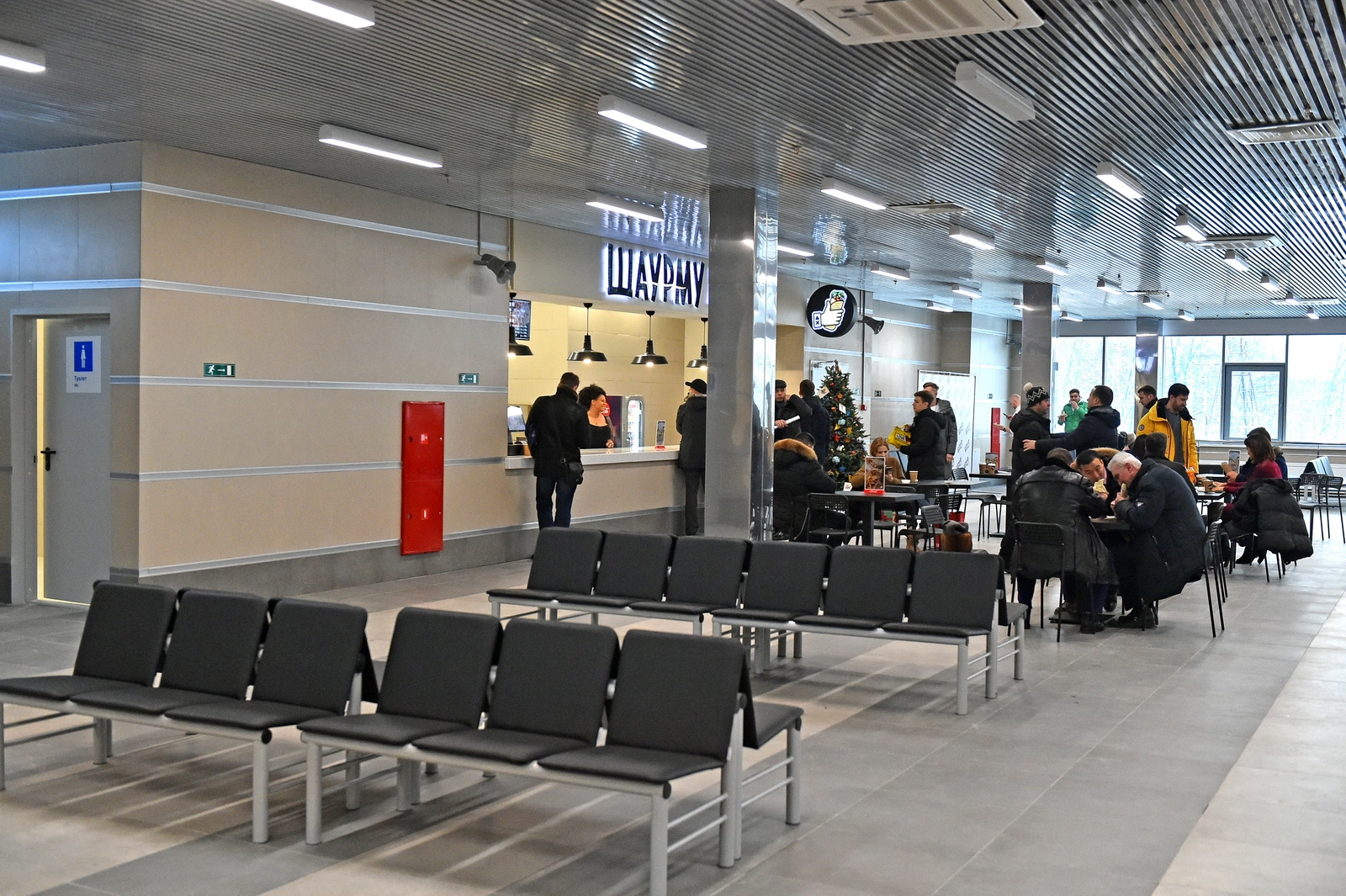
Зал ожидания и кассы
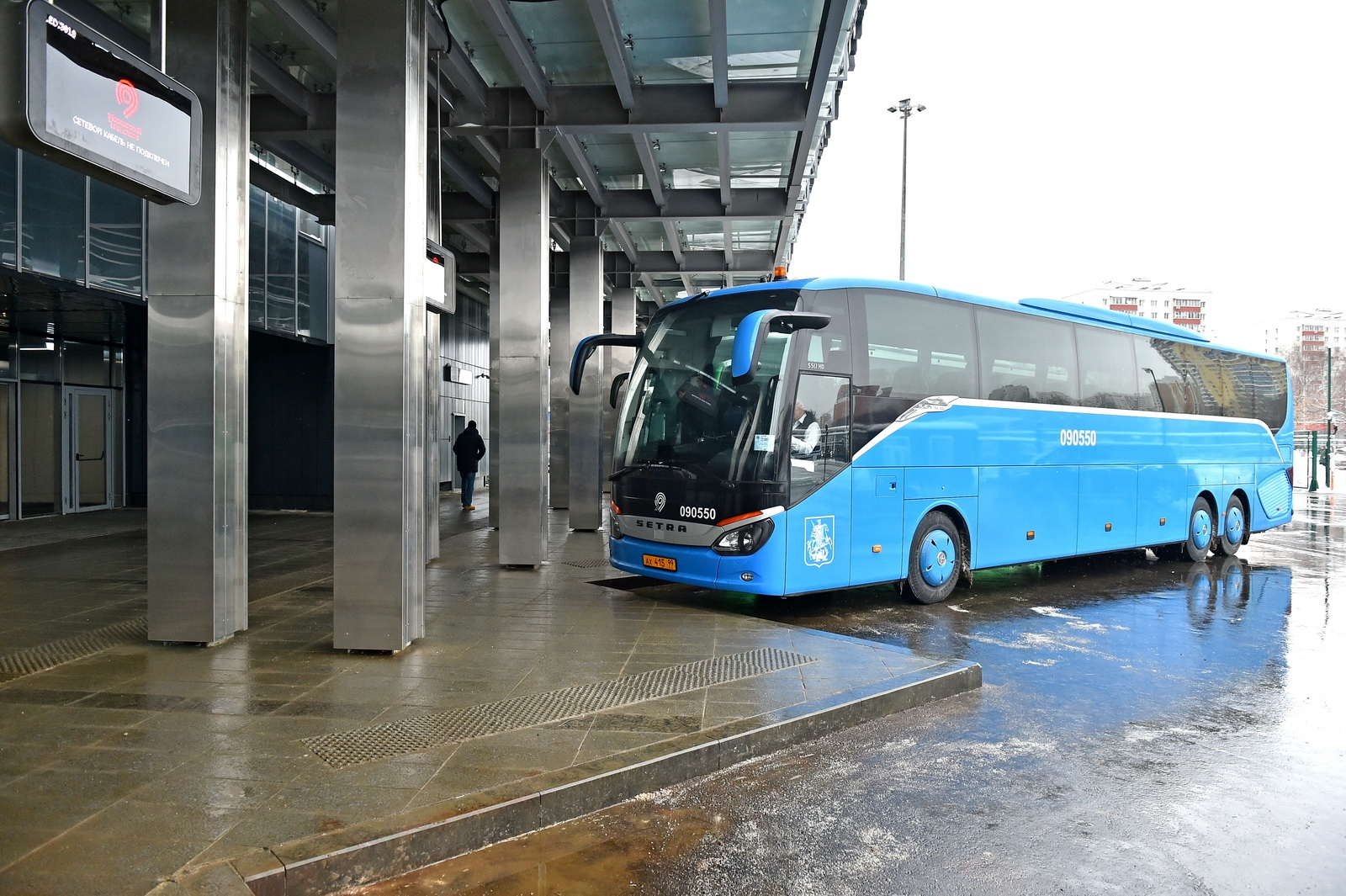
Setra S 517 HD ГУП «Мосгортранс» на перроне автовокзала